# Grup d'Estudis de la Naturalesa
El Grup d'Estudis de la Naturalesa (GEN) és l'entitat ecologista més activa de les Pitiüses. Fou creada en 1982, i el 19 de juny de 1985 va ser declarada associació d'utilitat pública. A partir de 1992 s'integrà en l'estructura del GOB, però mantenint les seves sigles i el seu funcionament autònom. Edita la revista Baladre i concedeix anualment els premis Savina i Formigó, per premiar la millor i la pitjor actitud mediambiental, respectivament.